# O Indespenhável Hindentanic
O Inderrubável Hindentanic é o 65º e último episódio da primeira temporada da série de desenho animado Duck Tales.

## Enredo
Um dia, Mac Mônei está rindo-se porque vendeu pneus velhos ao tio Patinhas, mas Patinhas vende-os todos como brinquedo de bailoiçar Mac Patinhas. MacMônei aposta com Patinhas em como Patinhas não consegue lucrar com um dirigível chamado Hindentanic. Mais tarde, Patinhas encontra o dirígivel num hangar e decide consertá-lo. O aspecto luxuoso atraí bilionários, especialmente Gloria Sawgson que quer entrar no novo filme do produtor de filmes de tragédia Iriwan Mallard. Patinhas opta por uma rota mais rápida e económica- Patópolis-Londres.
No dia da viagem inaugural, chegam muitos membros da alta sociedade: capitalistas, astrónomos, actores, realizadores, que desfrutam do conforto daquele "palácio flutuante". Infelizmente, MacMônei corta o leme e solta abelhas no salão principal. Patinhas ordena que Bóing que vá consertar o leme enquanto que os sobrihos Huguinho, Zezinho e Luisinho tentam apanhar as abelhas. Infelizmente, Bóing fura o balão e um astrónomo avisa Patinhas que há uma queda de meteoritos à frente do dirigível. Entrementes, um homem tenta raptar a Madame Patilda exigindo ser levado a Londres (desiste do sequestro quando Patilda lhe disser que já vão para Londres).
Finalmente, os sobrinhos consultam o manual dos escuteiros que diz que a única maneira de manter um balão no ar é enche-lo de ar quente. Fazem uma fogueira no salão principal, mas o balão acaba por se incendiar. Patinhas decide acabar a viagem no clássico: será o Capitão Bóing a despenhar o indespenhavel. O balão bate no icebergue e afunda-se no mar. Iriwn, que gravou todos os acidentes ocorridos, planeia fazer um filme. Chega um transatlântico que salva a todos. Mais tarde, em Londres, Gloria retorna como actriz, Mallard ganha um prémio óscar e Patinhas ganhou a aposta. Patinhas diz que ganha sempre, até mesmo com uma tragédia.

## Curiosidades
O nome do episódio (Hindentanic) é uma adaptação do Titanic e do Hindenburg, duas tragédias ocorridas no século XX. Quando o Hindentanic se despenhar, bate um icebergue (como no Titanic) e incendeia-se (como no Hindenburg).
Gloria Swangson e Iriw Mallard são personagens históricos dos anos trinta.
John D. Rockfear é uma adaptação de John D. Rockefeller.